# Five Nights at Freddy's: Fazbear Frights
A série de livros Five Nights at Freddy's: Fazbear Frights (Portugal: Five Nights at Freddy's: Arrepios de Fazbear) (Brasil: Five Nights at Freddy's: Pavores de Fazbear) é uma série antológica de romances de terror e mistério da série Five Nights at Freddy's. Os livros são escritos por Scott Cawthon com vários autores e publicados pela Scholastic Inc. Anunciada pela primeira vez por volta de novembro de 2018 pelo agora abandonado post de Steam de Scott, a série começou em 26 de dezembro de 2019, com o lançamento do primeiro volume - Into the Pit, e concluída com o lançamento do último livro em 19 de abril de 2022 - Felix the Shark. 
Em 2 de julho de 2021, a Scholastic e a ComicBooks.com anunciaram que os livros de Fazbear Frights receberiam uma versão em quadrinhos. A ordem das histórias irá divergir das originais.
Em Portugal, a série é publicada pela Editorial Presença e estreou-se em abril de 2023. As edições portuguesas dos livros são também oficialmente licenciadas para publicação nos restantes países e territórios lusófonos, exceto no Brasil.
No Brasil, em 1 de novembro de 2023, seguindo o sucesso do filme de Five Nights at Freddy's: O Pesadelo sem Fim, a editora Intrínseca, que já havia trazido três livros da série, revelou que trará a Fazbear Frights em 2024.

## Estrutura
Cada livro contém três contos, bem como epílogos, com um total de trinta e seis histórias abrangendo os doze livros. A série também inclui personagens recorrentes da franquia, juntamente com novos rostos que existem apenas no universo Fazbear Frights. Scott falou no post onde ele anunciou os livros que algumas histórias são "diretamente conectadas" com os jogos e outras não, mas ainda não é definitivo se a série se passa no universo dos jogos ou em seu universo próprio. Muitas, se não todas, as histórias contadas em Fazbear Frights não são isoladas em sua relação umas com as outras.

## Lista de livros

### Série original
| #   | Título original   | Páginas | Primeira História | Segunda História   | Terceira História     | Primeira publicação    |
| --- | ----------------- | ------- | ----------------- | ------------------ | --------------------- | ---------------------- |
| 1.  | Into the Pit      | 224     | Into the Pit      | To Be Beautiful    | Count the Ways        | 26 de dezembro de 2019 |
| 2.  | Fetch             | 272     | Fetch             | Loneley Freddy     | Out of Stock          | 3 de março de 2020     |
| 3.  | 1:35 AM           | 272     | 1:35 A.M.         | Room for One More  | The New Kid           | 5 de maio de 2020      |
| 4.  | Step Closer       | 224     | Step Closer       | Dance With Me      | Coming Home           | 7 de julho de 2020     |
| 5.  | Bunny Call        | 240     | Bunny Call        | In the Flesh       | The Man in Room 1280  | 1 de setembro de 2020  |
| 6.  | Blackbird         | 224     | Blackbird         | The Real Jake      | Hide-and-Seek         | 29 de dezembro de 2020 |
| 7.  | The Cliffs        | 224     | The Cliffs        | The Breaking Wheel | He Told Me Everything | 2 de março de 2021     |
| 8.  | Gumdrop Angel     | 256     | Gumdrop Angel     | Sergio's Lucky Day | What We Found         | 4 de maio de 2021      |
| 9.  | The Puppet Carver | 216     | The Puppet Carver | Jump For Tickets   | Pizza Kit             | 6 de julho de 2021     |
| 10. | Friendly Face     | 272     | Friendly Face     | Sea Bonnies        | Together Forever      | 7 de setembro de 2021  |
| 11. | Prankster         | 224     | Prankster         | Kids at Play       | Find Player Two!      | 2 de novembro de 2021  |
| 12. | Felix the Shark   | 172     | Felix the Shark   | The Scoop          | You're The Band       | 19 de abril de 2022    |

## Traduções para a língua portuguesa
| # | Nome original | Nome em Portugal           | Nome no Brasil        | Primeira História                         | Segunda História                     | Terceira História                            | Data de lançamento em Portugal | Data de lançamento no Brasil |
| - | ------------- | -------------------------- | --------------------- | ----------------------------------------- | ------------------------------------ | -------------------------------------------- | ------------------------------ | ---------------------------- |
| 1 | Into the Pit  | Terror na piscina de bolas | Mergulho na escuridão | Mergulho na Piscina Mergulho na escuridão | Em Nome da Beleza Ser bonita         | Mil e Uma Maneiras de Morrer Contar os modos | 5 de abril de 2023             | 4 de março de 2024           |
| 2 | Fetch         | À procura do terror        | Caçador               | Fetch — Em Busca do Terror Caçador        | Freddy Solitário                     | Esgotado                                     | 21 de fevereiro de 2024        | 4 de março de 2024           |
| 3 | 1:35 AM       | 1:35 — Madrugada de terror | Hora de acordar       | 1:35                                      | Espaço para mais Uma                 | O Miúdo Novo O Garoto Novo                   | 21 de agosto de 2024           | 10 de junho de 2024          |
| 4 | Step Closer   | Chega mais perto           | Chegue mais perto     | Sem Hipótese Chegue mais perto            | Dança Comigo Dance comigo            | A Despedida Voltando para casa               | 20 de novembro de 2024         | 10 de junho de 2024          |
| 5 | Bunny Call    | O Despertar do Coelho      | A visita do coelho    | O Despertar do Coelho A visita do coelho  | Sangue do Meu Sangue Em carne e osso | O Homem do Quarto 1280                       | 19 de março de 2025            | 7 de março de 2025           |
| 6 | Blackbird     | O Melro                    | Pássaro Sombrio       | O Melro Pássaro Sombrio                   | O Verdadeiro Jake O Jake de verdade  | Encontra-me Esconde-Esconde                  | 21 de maio de 2025             | 7 de março de 2025           |
| 7 | The Cliffs    | -                          | Penhascos             | Penhascos                                 | A roda do despedaçamento             | Ele me explicou tudo                         | -                              | 2 de junho de 2025           |
| 8 | Gumdrop Angel | -                          | Jujuba do mal         | Jujuba do mal                             | O dia de sorte de Sergio             | O que encontramos                            | -                              | 2 de junho de 2025           |

## Into the Pit

### "Into the Pit" (história 1)
A primeira história acompanha Oswald, um garoto de dez anos que vive em uma cidade pequena e decadente. Durante as férias de verão, ele começa a frequentar uma pizzaria local chamada Jeff’s Pizza, onde encontra uma antiga piscina de bolinhas. Ao se esconder nela, Oswald é misteriosamente transportado para o ano de 1985, durante a era de ouro da Freddy Fazbear’s Pizza.
Na década de 1980, Oswald faz amizade com dois garotos e se encanta com o ambiente animado da pizzaria. No entanto, ele presencia um massacre envolvendo o animatrônico Spring Bonnie, que assassina várias crianças. A situação se torna ainda mais sombria quando a criatura começa a persegui-lo.
Ao retornar ao presente, Oswald descobre que o Spring Bonnie também atravessou o tempo e substituiu seu pai. Com coragem, o garoto enfrenta o animatrônico dentro da piscina de bolinhas e consegue derrotá-lo, fazendo com que o traje se esvazie. Seu pai retorna ao normal, sem lembranças do ocorrido, e Oswald tenta seguir com a vida normalmente.

### "To Be Beautiful" (história 2)
A segunda história gira em torno de Sarah, uma adolescente insegura quanto à sua aparência. Desejando ser mais bonita e popular, ela tenta clarear o cabelo com produtos químicos caseiros, mas o resultado é desastroso. No caminho de volta da escola, Sarah encontra uma misteriosa boneca animatrônica descartada no lixo e decide levá-la para casa.
A boneca, chamada Eleanor, eventualmente ganha vida e promete realizar os desejos de beleza de Sarah. Com o tempo, a aparência da garota melhora de forma inexplicável, tornando-a mais atraente e socialmente aceita. No entanto, essas mudanças vêm acompanhadas de lapsos de memória e sensações de estranhamento.
À medida que os efeitos da transformação se intensificam, Sarah descobre que Eleanor estava substituindo seu corpo por partes mecânicas, transformando-a gradualmente em uma máquina. No clímax da história, Sarah é deixada de lado como se fosse um objeto, enquanto Eleanor assume completamente sua identidade.

### "Count the Ways" (história 3)
A terceira história acompanha Millie Fitzsimmons, uma adolescente com estilo gótico e um fascínio por temas sombrios. Durante uma festa de Natal na casa de seu avô, ela se isola e acaba se escondendo dentro de um animatrônico desativado chamado Funtime Freddy.
O animatrônico desperta e aprisiona Millie em seu compartimento interno. Em uma proposta macabra, Funtime Freddy apresenta diversas formas pelas quais poderia matá-la — como decapitação, afogamento ou eletrocussão — e exige que ela escolha sua forma de morte preferida.
Enquanto o animatrônico descreve cada método com detalhes, Millie revisita memórias de sua vida e começa a refletir sobre sua visão pessimista do mundo. Por fim, ela escolhe a decapitação, acreditando que poderá escapar. A história termina de forma ambígua, sem revelar se Millie sobreviveu ou foi morta, deixando seu destino em aberto.

## Fetch

### "Fetch" (história 1)
Greg segue um “chamado” até uma pizzaria abandonada nas proximidades e encontra um estranho cão animatrónico que afirma conseguir ligar-se ao seu telemóvel. Apesar de o deixar para trás, o cão segue-o até casa e começa a trazer-lhe tudo o que ele deseja — seja uma barra de chocolate ou a morte do cão do vizinho. Aterrorizado e cada vez mais paranoico, Greg tenta parar o cão por todos os meios possíveis.
A narrativa desenvolve-se mostrando a crescente tensão e o medo de Greg diante da presença cada vez mais ameaçadora do brinquedo, culminando em um desfecho que deixa a situação em aberto, reforçando o clima de suspense e terror.

### "Lonely Freddy" (história 2)
Alec, de quinze anos, está convencido de que o mundo está contra ele, e tudo começou quando a sua irmã Hazel nasceu. À medida que se aproxima o décimo aniversário de Hazel, ela combina com ele pregar uma partida aos pais para os fazer parar com os seus métodos irritantes de tentar que Alec se porte bem. Convencido de que ela vai acabar por virar tudo contra ele, Alec decide fazer de conta que entra no jogo... até ao dia da festa de anos de Hazel. Quando falha em expô-la como uma mimada e percebe que ela queria mesmo era passar tempo com ele, Alec afasta-se para um canto recôndito da Freddy’s… onde encontra uma pequena boneca Lonely Freddy que lhe dá uma nova perspetiva.

### "Out of Stock" (história 3)
Oscar está farto de ter de ser sempre o adulto responsável. A mãe precisa frequentemente da ajuda dele no trabalho e em casa, o que lhe deixa pouco tempo livre para ser apenas uma criança. A gota de água chega quando perde a oportunidade de comprar o brinquedo mais popular do momento — o Plushtrap Chaser — que esgota mesmo quando ele finalmente chega ao centro comercial. Mas então, ele repara num Plushtrap extra numa sala nos bastidores, escondido pelos funcionários, que dizem que aquele não está à venda. Oscar corre e agarra-o na mesma. No entanto, há realmente algo de estranho e incomum naquele Plushtrap Chaser… e ele vai causar muito mais problemas do que aquilo que vale.

## 1:35 A.M.

### "1:35 A.M." (história 1)
Delilah é uma empregada de mesa com um desejo desesperado de encontrar o amor. Tendo perdido os pais ainda em criança e passado recentemente por um divórcio, ela apega-se a uma boneca que encontra numa venda de garagem, a qual se anuncia também como despertador. Na esperança de que a ajude a deixar de adormecer, Delilah acerta o alarme para as 13h35, para acordar a tempo do trabalho. Quando o despertador não funciona, ela atira a boneca para o lixo, furiosa... apenas para ser acordada por uma sensação estranha às 01h35 da manhã. Ao começar a acordar à mesma hora todas as noites — com uma sensação de perigo que cresce a cada noite — Delilah fica desesperada por encontrar a boneca... ou por encontrar um lugar onde ela nunca mais a possa encontrar.

### "Room for One More" (história 2)
Stanley é um segurança noturno num armazém antigo; nunca vê nada estranho, mas o seu chefe diz-lhe de forma ameaçadora para garantir que nada escape dali. A vida fora do trabalho está a desmoronar-se: a namorada acabou de o deixar, o apartamento está uma confusão e ele já não sabe o que está a fazer. Então, numa noite, quando uma pequena boneca aparece na sua secretária e lhe pede para ir para casa com ele, Stanley diz que sim. No entanto, a boneca quer mais do que apenas um novo lar.

### "The New Kid" (história 3)
Devon, o arruaceiro da turma, tenta de tudo para que a sua paixão, a popular Heather, repare nele. Apesar de toda a gente, incluindo o seu melhor amigo Mick, perceber que ela o detesta, ele aceita qualquer tipo de atenção, mesmo que seja negativa, desde que seja atenção. Então chega um novo aluno à escola — Kelsey, inteligente e sociável, que começa por ser amigo de Devon e Mick, mas rapidamente sobe no estatuto social e atrai o interesse de Heather. Chateado por ele ter menosprezado os amigos, Devon decide pregar uma partida a Kelsey... que acaba por correr muito mal para ele.